# Winter Cup
A Winter Cup é um encontro anual de ginástica de inverno para ginastas artísticas de elite dos Estados Unidos.

## História
A primeira edição da Winter Cup foi realizada em 1997 e inicialmente era uma competição de ginástica artística masculina. As mulheres competiram no evento pela primeira vez em 2021. A competição teve um campo combinado sênior e juvenil até 2018.

## Últimos campeões
A seguir está uma lista dos últimos campeões da Winter Cup:
| Campeões da Winter Cup | Campeões da Winter Cup | Campeões da Winter Cup | Campeões da Winter Cup | Campeões da Winter Cup | Campeões da Winter Cup |
| Ano                    | Local                  | Campeão Sênior         | Campeão Juvenil        | Campeã Sênior          | Campeã Juvenil         |
| ---------------------- | ---------------------- | ---------------------- | ---------------------- | ---------------------- | ---------------------- |
| 1997                   | Battle Creek, MI       | Stephen McCain         | N/A                    | N/A                    | N/A                    |
| 1998                   | Houston, TX            | Blaine Wilson          | N/A                    | N/A                    | N/A                    |
| 1999                   | Las Vegas, NV          | Blaine Wilson          | N/A                    | N/A                    | N/A                    |
| 2000                   | Las Vegas, NV          | Stephen McCain         | N/A                    | N/A                    | N/A                    |
| 2001                   | Las Vegas, NV          | Blaine Wilson          | N/A                    | N/A                    | N/A                    |
| 2002                   | Las Vegas, NV          | Todd Thornton          | N/A                    | N/A                    | N/A                    |
| 2003                   | Las Vegas, NV          | Brett McClure          | N/A                    | N/A                    | N/A                    |
| 2004                   | Las Vegas, NV          | Blaine Wilson          | N/A                    | N/A                    | N/A                    |
| 2005                   | Las Vegas, NV          | David Durante          | N/A                    | N/A                    | N/A                    |
| 2006                   | Las Vegas, NV          | David Durante          | N/A                    | N/A                    | N/A                    |
| 2007                   | Las Vegas, NV          | Sean Townsend          | N/A                    | N/A                    | N/A                    |
| 2008                   | Las Vegas, NV          | Paul Hamm              | N/A                    | N/A                    | N/A                    |
| 2009                   | Las Vegas, NV          | Joseph Hagerty         | N/A                    | N/A                    | N/A                    |
| 2010                   | Las Vegas, NV          | Chriis Brooks          | N/A                    | N/A                    | N/A                    |
| 2011                   | Las Vegas, NV          | Jacob Dalton           | N/A                    | N/A                    | N/A                    |
| 2012                   | Las Vegas, NV          | John Orozco            | N/A                    | N/A                    | N/A                    |
| 2013                   | Las Vegas, NV          | Jacob Dalton           | N/A                    | N/A                    | N/A                    |
| 2014                   | Las Vegas, NV          | Chris Brooks           | N/A                    | N/A                    | N/A                    |
| 2015                   | Las Vegas, NV          | Paul Ruggeri           | N/A                    | N/A                    | N/A                    |
| 2016                   | Las Vegas, NV          | Sam Mikulak            | N/A                    | N/A                    | N/A                    |
| 2017                   | Las Vegas, NV          | Yul Moldauer           | N/A                    | N/A                    | N/A                    |
| 2018                   | Las Vegas, NV          | Sam Mikulak            | Asher Hong             | N/A                    | N/A                    |
| 2019                   | Las Vegas, NV          | Yul Moldauer           | Colt Walker            | N/A                    | N/A                    |
| 2020                   | Las Vegas, NV          | Sam Mikulak            | Fuzzy Benas            | N/A                    | N/A                    |
| 2021                   | Indianápolis, IN       | Cameron Bock           | Asher Hong             | Jordan Chiles          | Ella Kate Parker       |
| 2022                   | Frisco, TX             | Vitaliy Guimaraes      | —                      | Konnor McClain         | Ella Kate Parker       |
| 2023                   | Louisville, KY         | Yul Moldauer           | ASA                    | Lexi Zeiss             | Hezly Rivera           |